# 謝爾蓋·尼古拉耶維奇·季米洛夫
謝爾蓋·尼古拉耶維奇·季米洛夫 (俄语：Сергей Николаевич Тимирёв，1875年5月14日—1932年6月13日）是一位俄罗斯海军以及俄国白军军官。他曾參與日俄战争、第一次世界大战、阿尔比恩行动以及俄国内战。俄国内战結束後，他於1920年春天前往上海。後來在上海因喉癌去世，墓地位於外國墳山（現今的靜安公園）。